# Jaraczewo (powiat Jarociński)
Jaraczewo is een dorp in het Poolse woiwodschap Groot-Polen, in het district Jarociński. De plaats maakt deel uit van de gemeente Jaraczewo en telt 1 392 inwoners.

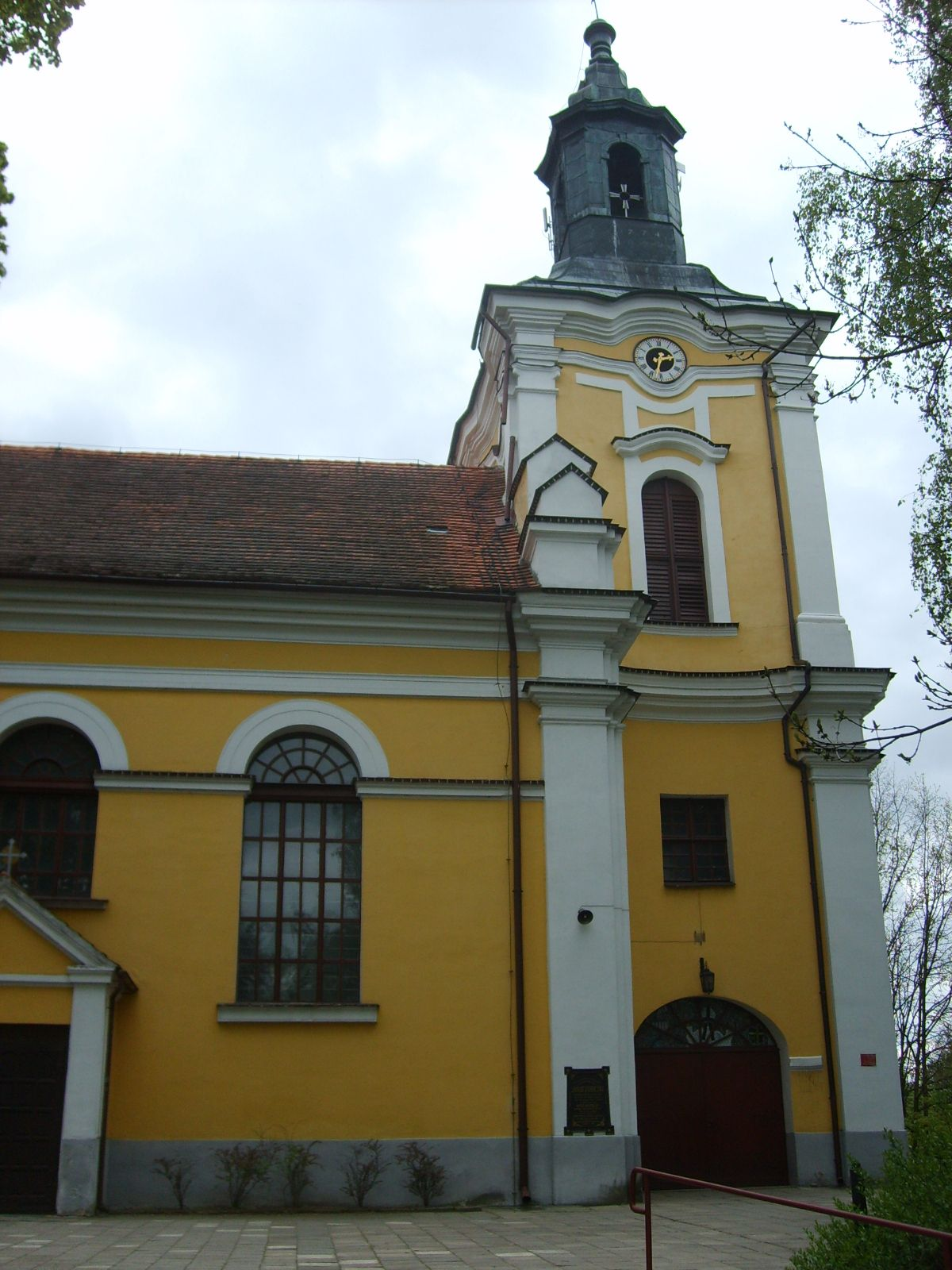
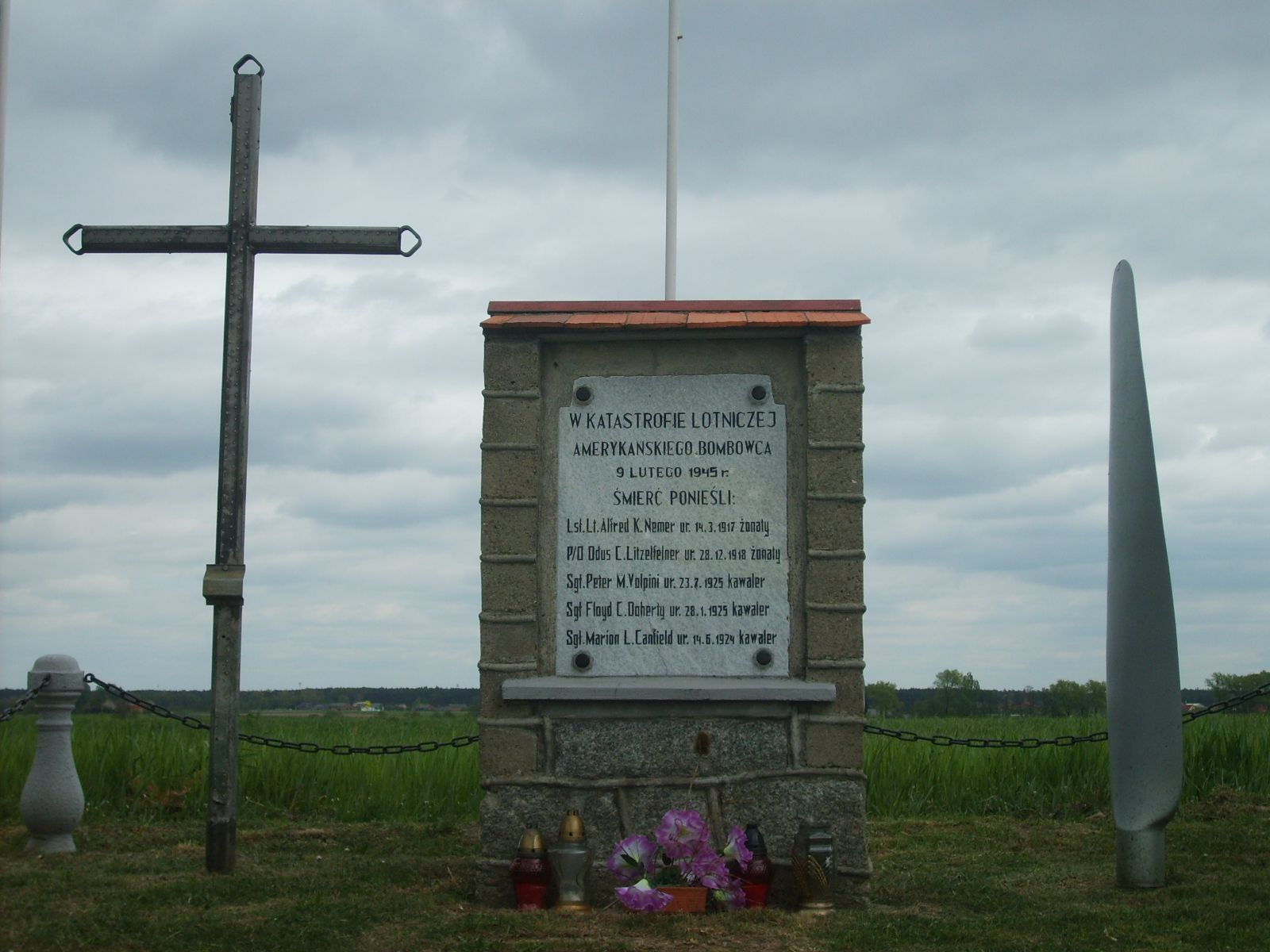
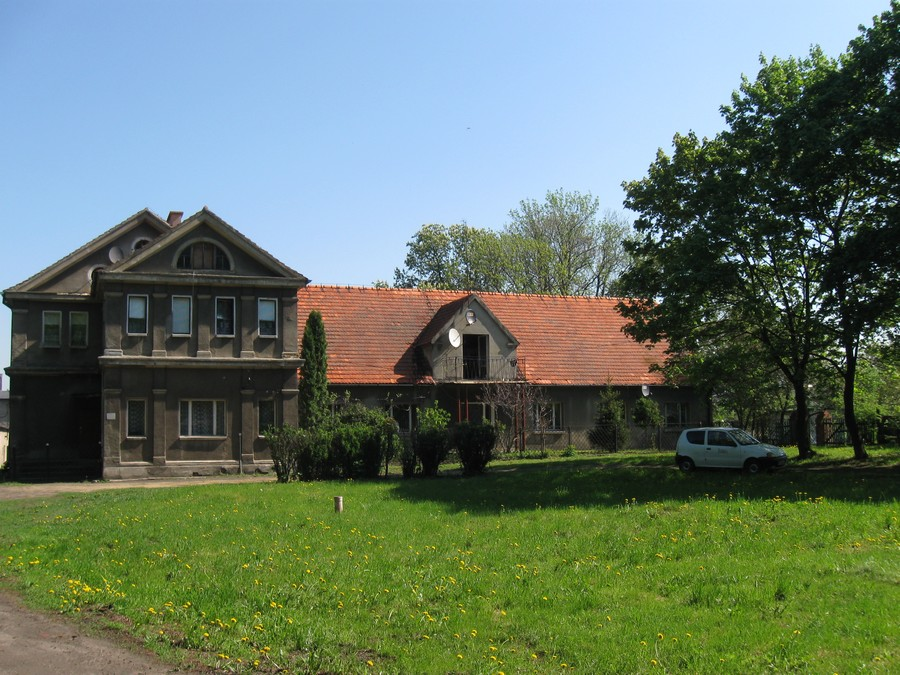
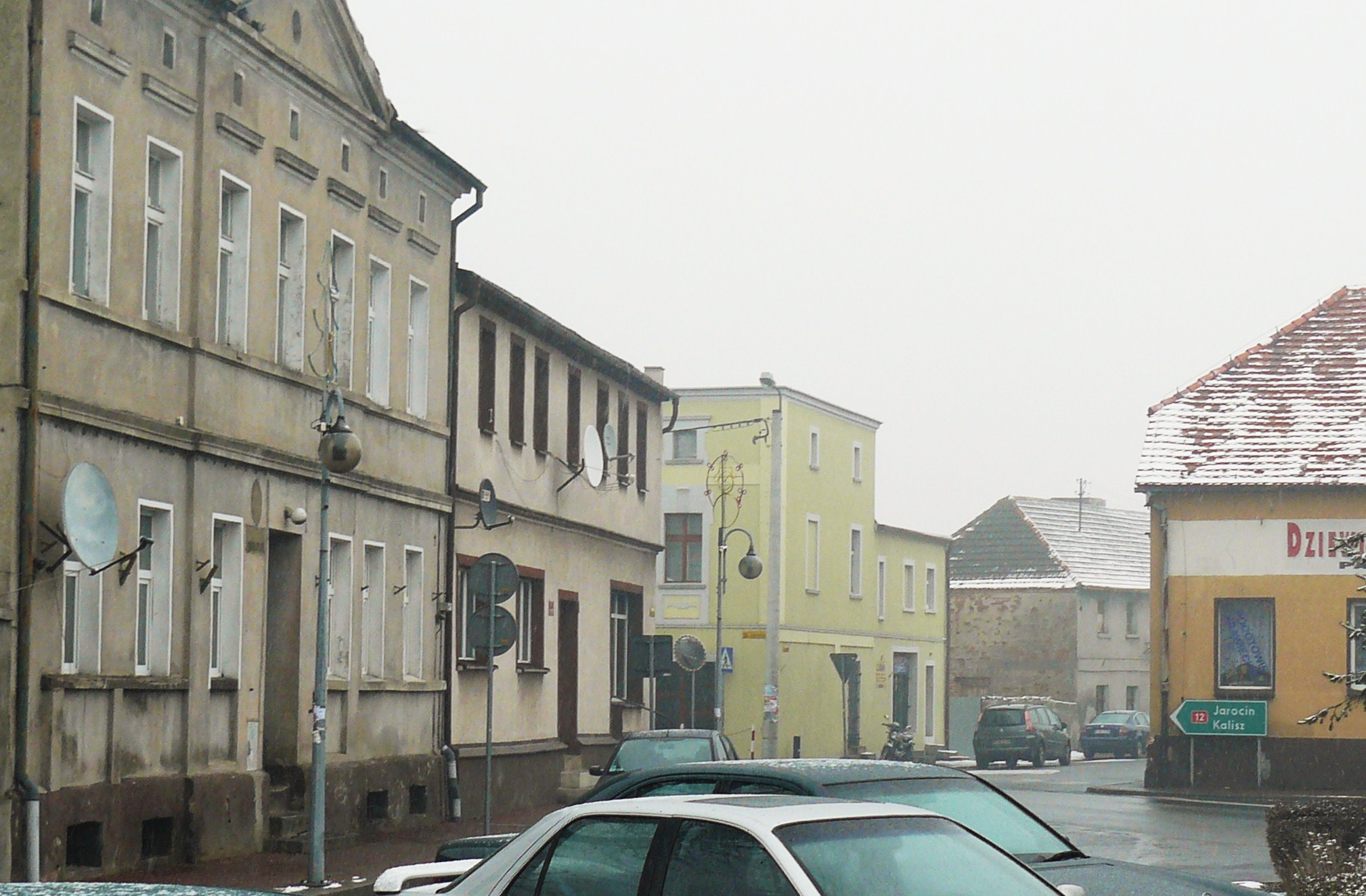